# Rumänische Eishockeyliga 1963/64
Die Saison 1963/64 war die 34. Spielzeit der rumänischen Eishockeyliga, der höchsten rumänischen Eishockeyspielklasse. Meister wurde zum insgesamt achten Mal in der Vereinsgeschichte Steaua Bukarest.

## Hauptrunde

### Tabelle
|    | Klub                  |
| -- | --------------------- |
| 1. | Steaua Bukarest       |
| 2. | Voința Miercurea Ciuc |
| 3. | Știința Bukarest      |
| 4. | Știința Cluj          |
| 5. | Dinamo Bukarest       |
| 6. | Steagul Roșu Brașov   |

Sp = Spiele, S = Siege, U = Unentschieden, N = Niederlagen